# Гаранин, Максим Алексеевич
Максим Алексеевич Гаранин (род. 16 июня 1979, Куйбышев) — доктор экономических наук, кандидат технических наук, доцент, ректор ПривГУПС с августа 2022 года по н.в.

## Образование
1996—2001 — Самарский институт инженеров транспорта. Высшее образование. Инженер путей сообщения — электромеханик.
2001—2004 — Самарская государственная академия путей сообщения. Аспирантура. Кандидат наук.
2018—2021 — Самарский государственный экономический университет Второе высшее образование. Программа магистратуры «Региональное управление и муниципальный менеджмент».
2019 — Университет «НТИ 20.35» (на базе Сколковского института науки и технологий). Программа образовательного интенсива «Остров 10-22». Создание и развитие команд региональных университетов, которые смогут реализовать системные изменения в сфере подготовки кадров для технологического развития.

## Опыт работы
2004—2014 — Доцент, с 2010 г. — заведующий кафедрой «Электроснабжение железнодорожного транспорта». С 2014 по 2018 год работал в должности проректора по учебной работе и международным связям. С 2019 по 2021 год работал в должности проректора по научной работе и инновациям. С февраля 2021 являлся исполняющим обязанности ректора СамГУПС. В 2022 году назначен ректором вуза.
2016—2018 — Эксперт по проведению государственной аккредитации Федеральной службы по надзору в сфере образования и науки. С 2018 — Руководитель экспертной группы по проведению государственной аккредитации.

## Научная деятельность
В 2004 году защитил диссертацию на соискание ученой степени кандидата технических наук на тему: Совершенствование расчета наличной пропускной способности железных дорог постоянного тока по условиям электроснабжения. 
В 2022 году защитил диссертацию на соискание ученой степени доктора экономических наук на тему: Методология комплементарной трансформации университета в научно-образовательный центр инновационного развития. 
Автор 221 публикаций в области экономики образования и транспорта с общим количеством цитирований 1285.